# Lista planetelor minore: 107001–108000
| Nume                                                | Denumire provizorie                                 | Data descoperirii                                   | Locul descoperirii                                  | Descoperitor(i)                                     |                                                     |                                                     |                                                     |                                                     |                                                     |                                                     |                                                     |                                                     |                                                     |                                                     |                                                     |                                                     |                                                     |                                                     |                                                     |                                                     |                                                     |                                                     |                                                     |                                                     |                                                     |                                                     |                                                     |                                                     |                                                     |                                                     |                                                     |                                                     |                                                     |                                                     |                                                     |                                                     |                                                     |                                                     |                                                     |                                                     |                                                     |                                                     |                                                     |                                                     |                                                     |                                                     |                                                     |                                                     |                                                     |
| 107001–107100 Lista planetelor minore/107001–107100 | 107001–107100 Lista planetelor minore/107001–107100 | 107001–107100 Lista planetelor minore/107001–107100 | 107001–107100 Lista planetelor minore/107001–107100 | 107001–107100 Lista planetelor minore/107001–107100 | 107101–107200 Lista planetelor minore/107101–107200 | 107101–107200 Lista planetelor minore/107101–107200 | 107101–107200 Lista planetelor minore/107101–107200 | 107101–107200 Lista planetelor minore/107101–107200 | 107101–107200 Lista planetelor minore/107101–107200 | 107201–107300 Lista planetelor minore/107201–107300 | 107201–107300 Lista planetelor minore/107201–107300 | 107201–107300 Lista planetelor minore/107201–107300 | 107201–107300 Lista planetelor minore/107201–107300 | 107201–107300 Lista planetelor minore/107201–107300 | 107301–107400 Lista planetelor minore/107301–107400 | 107301–107400 Lista planetelor minore/107301–107400 | 107301–107400 Lista planetelor minore/107301–107400 | 107301–107400 Lista planetelor minore/107301–107400 | 107301–107400 Lista planetelor minore/107301–107400 | 107401–107500 Lista planetelor minore/107401–107500 | 107401–107500 Lista planetelor minore/107401–107500 | 107401–107500 Lista planetelor minore/107401–107500 | 107401–107500 Lista planetelor minore/107401–107500 | 107401–107500 Lista planetelor minore/107401–107500 | 107501–107600 Lista planetelor minore/107501–107600 | 107501–107600 Lista planetelor minore/107501–107600 | 107501–107600 Lista planetelor minore/107501–107600 | 107501–107600 Lista planetelor minore/107501–107600 | 107501–107600 Lista planetelor minore/107501–107600 | 107601–107700 Lista planetelor minore/107601–107700 | 107601–107700 Lista planetelor minore/107601–107700 | 107601–107700 Lista planetelor minore/107601–107700 | 107601–107700 Lista planetelor minore/107601–107700 | 107601–107700 Lista planetelor minore/107601–107700 | 107701–107800 Lista planetelor minore/107701–107800 | 107701–107800 Lista planetelor minore/107701–107800 | 107701–107800 Lista planetelor minore/107701–107800 | 107701–107800 Lista planetelor minore/107701–107800 | 107701–107800 Lista planetelor minore/107701–107800 | 107801–107900 Lista planetelor minore/107801–107900 | 107801–107900 Lista planetelor minore/107801–107900 | 107801–107900 Lista planetelor minore/107801–107900 | 107801–107900 Lista planetelor minore/107801–107900 | 107801–107900 Lista planetelor minore/107801–107900 | 107901–108000 Lista planetelor minore/107901–108000 | 107901–108000 Lista planetelor minore/107901–108000 | 107901–108000 Lista planetelor minore/107901–108000 | 107901–108000 Lista planetelor minore/107901–108000 | 107901–108000 Lista planetelor minore/107901–108000 |
| --------------------------------------------------- | --------------------------------------------------- | --------------------------------------------------- | --------------------------------------------------- | --------------------------------------------------- | --------------------------------------------------- | --------------------------------------------------- | --------------------------------------------------- | --------------------------------------------------- | --------------------------------------------------- | --------------------------------------------------- | --------------------------------------------------- | --------------------------------------------------- | --------------------------------------------------- | --------------------------------------------------- | --------------------------------------------------- | --------------------------------------------------- | --------------------------------------------------- | --------------------------------------------------- | --------------------------------------------------- | --------------------------------------------------- | --------------------------------------------------- | --------------------------------------------------- | --------------------------------------------------- | --------------------------------------------------- | --------------------------------------------------- | --------------------------------------------------- | --------------------------------------------------- | --------------------------------------------------- | --------------------------------------------------- | --------------------------------------------------- | --------------------------------------------------- | --------------------------------------------------- | --------------------------------------------------- | --------------------------------------------------- | --------------------------------------------------- | --------------------------------------------------- | --------------------------------------------------- | --------------------------------------------------- | --------------------------------------------------- | --------------------------------------------------- | --------------------------------------------------- | --------------------------------------------------- | --------------------------------------------------- | --------------------------------------------------- | --------------------------------------------------- | --------------------------------------------------- | --------------------------------------------------- | --------------------------------------------------- | --------------------------------------------------- |

| Predecesor: 106001–107000 | Lista planetelor minore 107001–108000 Semnificații ale numelor: 107001–108000 | Succesor: 108001–109000 |